# Friedrich Wilhelm Marpurg
Friedrich Wilhelm Marpurg (Altmärkische Wische, 21 novembre 1718 – Berlin, 22 mai 1795), est un théoricien et compositeur, également , musicographe, chroniqueur, critique et éditeur allemand, membre de l'École de Berlin du lied.

## Biographie
Marpurg est issu d'un famille très aisée, ce qui lui permet, après ses études universitaires, de faire un voyage en France à partir de 1746, en tant que secrétaire d'un général prussien, Friedrich Rudolph Graf von Rothenburg (de). Ce séjour lui permet d'assimiler totalement le style musical français, au point de faire paraître vers 1748 — sous le nom francisé Marpourg — un recueil de pièces de clavecin comprenant cinq suites dans la tradition de Couperin et Rameau, dont il fait la connaissance ainsi qu'avec D'Alembert et Voltaire. Ses autres compositions comprennent des sonates (1755) et des fugues et caprices pour l'orgue ou le clavecin (1777). Esthétiquement, il est attaché à la tradition de Jean-Sébastien Bach et l'un des premiers premiers diffuseur des idées de Rameau. Sa dernière manière illustre le style galant.
Il avait des connaissances, pas toujours amicales, dans beaucoup de cercles musicaux. Par exemple, Marpurg d'un côté et ses ennemis Schulz et Kirnberger de l'autre ont fondé des « Écoles de Berlin » rivales. Il participe activement à la vie musicale de Berlin, notamment par l'intermédiaire de ses divers périodiques : Der critische Musicum an der Spree (1749–1750), considéré comme l'un des tout premiers périodiques musicaux, Historisch-kritische Beyträge zur Aufnahme der Musik (1754–1762 et 1778) et Der Kritische Briefe über die Tonkunst (1760–1764).
Pendant la dernière partie de sa vie, à partir de 1763, il est fonctionnaire du royaume de Prusse à la loterie nationale et en est le directeur dès 1766 jusqu'à sa mort, ce qui l'éloigne de ses préoccupations antérieures.

## Œuvre
Outre ses Pièces de clavecin, Friedrich Wilhelm Marpurg est l'auteur d'écrits théoriques concernant la basse chiffrée (traduit en français par Choron), la composition, les Principes du clavecin, en traduction de son Anleitung zum Klavierspielen où il décrit un tempérament inégal qui porte son nom, d'une traduction des Éléments de musique de d'Alembert, etc.

### Publications
- Pièces de Clavecin, Paris, vers 1748
- Der kritische Musikus an der Spree, 1750
- Die Kunst das Clavier zu spielen, 1750
- Abhandlung von der Fuge, 1753
- Historisch-kritische Beyträge zur Aufnahme der Musik, 1754 – 1778
- Anleitung zum Clavierspielen, 1755
- Sei Sonate per Clavicembalo, Nuremberg, 1755
- Principes du clavecin, 1756
- Raccolta delle più Nuove Composizioni di Clavicembalo di Differenti Maestri ed Autori, 1756 : Ouverture en sol, Concerto en ut, Sinfonia en sol, Marche des Pèlerins, 2 Menuets & Polonnoise
- Raccolta delle più Nuove Composizioni di Clavicembalo di Differenti Maestri ed Autori, 1757 : Concerto en si bémol, 2 Menuets, 3 mélodies
- Anfangsgründe der theoretischen Musik, 1757
- Handbuch bey dem Generalbasse und der Composition, 1757 – 1762
- Anleitung zur Singcomposition 1758
- Kritische Einleitung in die Geschichte und Lehrsätze der alten und neuen Musik, 1759
- Kritische Briefe über die Tonkunst, 1759 – 63
- Anleitung zur Musik überhaupt, und zur Singkunst besonders, 1763
- Die Kunst sein Glück spielend zu machen. Oder ausführliche Nachricht von der italienischen, und nach Art derselben zu Berlin, Paris und Brüssel etc. errichteten Zahlen-Lotterie zwischen 1 und 90 : mit beygefügten Planen, sein Geld bey selbiger mit Vortheil anzulegen, 1765
- Friedrich Wilhelm Marpurgs Anfangsgründe des Progressionalcalculs überhaupt, und des figürlichen und combinatorischen besonders, wie auch des logarithmischen, trigonometrischen und Decimalcalculs, nebst der Lehre von der Ausziehung der Wurzeln und der Construction der eckigten geometrischen Körper, 1774
- Versuch über die musikalische Temperatur, 1776
- Fughe e Capricci pel’Clavicembalo ò per l’Organo, Opera Prima, Berlin, 1777
- Legende einiger Musikheiligen, 1786
- Neue Methode allerley Arten von Temperaturen dem Claviere aufs bequemste mitzuteilen, 1790

### Pièces de clavecin (1748)
- Première Suite (ré majeur)

1. Les Avanturiers, rondeau
2. Le petit Badinage
3. Menuets I & II

- Deuxième Suite (fa majeur)

1. Le songe des Muses, rondeau
2. La Voltigeuse, rondeau

- Troisième Suite (ut majeur/mineur)

1. Tambourins
2. Le Coucou
3. La Plaintive Philis, rondeau

- Quatrième Suite (la mineur/majeur)

1. Gavottes et doubles
2. Les Petits Trots
3. Les Remouleurs, rondeau
4. La Frivole, rondeau

- Cinquième Suite (sol majeur)

1. La Nymphe Marine, rondeau
2. Feste Provençale, Tambourins I & II, Musettes I & II
3. Le Diable à quatre
4. Menuets et doubles
5. Les Drÿades, rondeau

## Édition moderne
- Raccolta delle più Nuove Composizioni di Clavicembalo di Differenti Maestri ed Autori, 1756 & 1757, Genève, Éditions Minkoff, 1986.

## Discographie
- Pièces de clavecin. Yves-G. Préfontaine, clavecin Yves Beaupré 1986, d’après Hemsch (mai 1996, ATMA Classique ACD 2 2119) (OCLC 870979661)
- L'Œuvre pour clavecin, Francesco Mazzoli, clavecin Claudio Tuzzi 1988, d'après Taskin (2014, 2CD La Jeune Classicité DJK 005 2014)[4].

## Projets de recherche et essais critiques

### Un profil rédigé parFrancesco Mazzoli, claveciniste et musicologue
Il m’arrive souvent de m’aventurer dans des pages peu fréquentées de la littérature ou de la pratique musicale (je songe aux concerts/enregistrements sur le clavecin Pleyel, aux Quintettes avec piano de Luigi Boccherini, au Concerto en sol mineur de Giovanni Paisiello, aux ouvertures moins connues de Beethoven et aux autres ouvrages explorés en concert ou en disque grâce à La Jeune Classicité. Voilà pourquoi je trouve juste de proposer au public, à côté des pages les plus célèbres, des concerts et des enregistrements pourvus d’un goût de nouveauté, de finesse et d’élégance qui à mes yeux représente le côté le plus noble et digne d’admiration des productions indépendantes que j’ai l’orgueil (parfois aussi le courage) de diriger. L’option, donc, de consacrer ce double album à un compositeur presque inconnu, tel que Marpurg (ou Marpourg à la française, comme il aimait se faire appeler) n’est pas un choix commercial, mais représente une véritable revendication artistique qui nous appartient intimement. S’il est vrai qu’il existe un enregistrement des Pièces pour clavecin du 1996 joué par Yves-G. Préfontaine, nous avons proposé, les premiers, au marché discographique l’œuvre intégrale pour clavecin, composée par nombre de morceaux et recueils absolument incontournables pour illustrer ce grand auteur méconnu. Se confronter à l'âge de vingt-six ans avec une œuvre intégrale m’a présenté pas mal de difficultés. Car, si dans les productions anthologiques l’exécuteur fait son choix parmi les morceaux qui mieux s’accordent à son naturel, dans une intégrale il est obligé de s’adapter entièrement à l’ensemble des idées musicales de l’Auteur concerné. Ce qui exige une maturité artistique voire une capacité mimétique de la pensée, très souvent mises à dure épreuve par l’épanouissement des discours musicaux entamés et par l’inquiétude de les organiser en cohérence et unité, valeurs parfois difficiles à envisager subitement, mais toujours présentes et impérieuses.
J’ai, donc, abordé Marpourg de l’extérieur ; j’en ai étudié les quelques vagues informations biographiques et les traités fondamentaux. Ensuite, fort de la lecture et de la pratique de presque toute l’œuvre de Bach pour clavier, j’ai abordé à la fin ses partitions. À ce moment-là tout un monde musical dont je ne soupçonnais pas l'existence, s'est ouvert à mes yeux ; alors j’ai laissé de côté la théorie pour m’attaquer de toutes mes forces à la pratique qui dès le premier jour d’enregistrement s’est révélée aussi ardue que séduisante.
Cette édition intégrale se compose de deux disques qui résument parfaitement l’âme double du compositeur : la française et l’allemande. Elles sont unies par le même goût, par un phrasé toujours élégant et un dialogue posé, mais elles diffèrent sans doute par rapport à l’atmosphère qu’elles arrivent à créer. Le monde que le Marpourg français transmet à la postérité est un monde enchanté et crépusculaire, une série de tableaux et de silhouettes à l’allure vaguement pastorale sans pour autant glisser dans le pathétique ou le banal. Son discours est toujours aimable et passionné, même si la subtile mélancolie de fond fait songer – paraphrasant mon bien-aimé Dino Buzzati — à ces carnavals à jamais révolus. Le Marpourg français apparaît de quelque manière un profond et mystérieux continuateur de Rameau, recherchant dans la mélancolie et dans un maniérisme moins réel qu’apparent de perpétuer l’âge d’or du clavecin, bien que parfaitement conscient de sa fin. Son goût est en même temps glorieux et décadent : il garde cette saveur si séduisante et par moments défaite que jusqu’à présent je n’ai rencontrée qu’en Marpourg et en Pancrace Royer, autre grand compositeur, hélas, trop mal fréquenté par la pratique et par la discographie. On peut toucher de la main combien l’on respire cet air sublime et fané notamment dans des morceaux tels les trois Tambourins, Les petits trots, La Plaintive Philis, Les Remouleurs, les deux Musettes ou le petit tableau qui ouvre le recueil, Les Avanturiers, tellement maniéré qu’on le dirait arcadique. Par contre la quête du doigté virtuose plus étonnant est témoignée par des morceaux tels Le Coucou, Le petit Badinage, La Nymphe Marine ou Le Diable à quatre ; ce sont là des exemples d’une solide et splendide technique de clavecin au goût nettement français et au caractère brillant voire éblouissant, grâce à leur force aussi exhibée que vécue. J’ajoute à ces réflexions une petite remarque linguistique : cet ouvrage, publié à Paris en 1748 s’articule en titres et didascalies écrits dans une langue encore archaïque et à l’orthographe parfois défectueuse. Quelques titres, notamment, devraient être remis à jour; cela néanmoins j’ai préféré les reproduire ici sans rien changer de ce que Marpourg nous a laissé. Car je crois que le compositeur allemand a appris le français par l’intermédiaire de la philosophie et de la littérature avant de le pratiquer comme langue vivante. Son français, effectivement, garde un goût énigmatique voire douteux ; ce qui le rend si parfaitement cohérent aux morceaux composant ce recueil.
Le Marpurg allemand prend une tout autre allure : un vrai philosophe du XVIIIe siècle s’efforçant de contribuer à l’étude du contrepoint avec une pureté et un enthousiasme capables de baigner de lumière le second disque. Celui-ci fait parfaitement pendant au premier, si merveilleux et décadent ; ici la vérité de la leçon de Bach, la ré-élaboration de l’héritage claveciniste et organistique italien, unies à une fraîcheur des idées, deviennent si claires, qu’elles font de ce disque un sommet à atteindre avec passion.
Les Capricci e Fughe op. 1 sont pratiquement une anticipation du Cours du contrepoint et de fugue de Cherubini ainsi que de son style fugué ; la Partita en sol majeur se compose d’une ouverture et fugue qui ne font point regretter Jean-Sébastien Bach et Haendel, d’un mouvement central qu’on dirait écrit par Carl Philipp Emanuel Bach dans toute sa douce mélancolie et d’un troisième tempo sans doute trop bref, mais qui clôt magnifiquement un véritable bijou musical. Ensuite suivent deux Allegros au goût sans doute organistique (tirés du traité Les Principes du clavecin, où ils figuraient uniquement à des fins didactiques, riches de cette admirable et pure humilité humaine que seuls les baroques ont su léguer à la postérité: citons uniquement les deux volumes du Clavecin bien tempéré – aujourd’hui l’ancien et le nouveau testament du clavier – considérés par Bach comme des exercices pour clavecin et publiés dans ce but). La clôture, au goût franchement organistique, est confiée au choral « Wer nur den lieben Gott lässt walten », splendide exemple de cet art du contrepoint sévère et méditatif qui côtoie dignement les grands chorals de la tradition organistique.
Je conclus me souhaitant que ce pari discographique gagne le défi de vaincre l’oubli où, à tort, a été relégué un auteur pourvu de tous les traits du génie musical et qui incarne l’une des dernières glorieuses étapes du clavecin baroque avant son déclin définitif. Grâce à son œuvre d’enseignant, de savant, de théoricien, de critique, d’éditeur, en un mot de philosophe, Marpourg a transmis à l’humanité et à l’histoire un héritage non seulement musical, ce qui suscite ma profonde gratitude. F. M., Paris, août 2014.